# Zabrodzie (województwo dolnośląskie)
Zabrodzie (niem. Zweibrodt) – wieś w Polsce, w województwie dolnośląskim, w powiecie wrocławskim, w gminie Kąty Wrocławskie.

## Nazwa
15 października 1947 r. ustalono urzędową polską nazwę miejscowości – Zabrodzie, określając drugi przypadek jako Zabrodzia, a przymiotnik – zabrodzki.

## Administracja
Zarówno przed reformą administracyjną z roku 1975, jak i po niej, w latach 1975–1998, miejscowość należała administracyjnie do województwa wrocławskiego.

## Zabytki
Na listę zabytków rejestru wojewódzkiego wpisane są:
- park, z XVIII w., 1870 r.

nieistniejący:
- piętrowy klasycystyczny pałac wybudowany w 1873 r. w miejscu zameczku myśliwskiego Habsburgów. Od frontu pseudoryzalit z wysuniętym balkonem. Kryty dachem czterospadowym. Zniszczony w latach 60. XX w.[6]

## Komunikacja
Do Zabrodzia codziennie między godziną 5:00 a 22:00 dojeżdża autobus linii podmiejskiej 933 DLA Wrocław w relacji Krzyki → Zabrodzie, co godzinę w dni robocze i co dwie godziny w weekendy.